# Aimer (album de Serge Lama)
Albums de Serge Lama
Où sont passés nos rêves
(2016)
Aimer est le vingt-quatrième album studio de Serge Lama, sorti le 7 octobre 2022. Il est annoncé comme le dernier album du chanteur.

## Autour de l'album
L'album sort le 7 octobre 2022, sous les références et les éditions originales suivantes :
- CD édition standard : Warner 0190296137983[2]
- CD édition collector : Warner 5054197133534[3]
- 33 tours : Warner 0190296324208[4]

## Liste des titres
| 1.  | Aimer                                    | Serge Lama    | Davide Esposito                     | 3'40 |
| 2.  | Demain est à nous                        | Serge Lama    | Marc Demais                         | 3'03 |
| 3.  | Camus                                    | Serge Lama    | Augustin Charnet, Dani Barba Moreno | 3'36 |
| 4.  | Les hommes que j'aime                    | Serge Lama    | Davide Esposito                     | 3'00 |
| 5.  | Aime-moi (duo avec Luana Santolino-Lama) | Inès Dauxerre | Hélène Blazy                        | 4'01 |
| 6.  | C'est pourquoi je te dis adieu           | Serge Lama    | Davide Esposito                     | 3'46 |
| 7.  | Le geste de Roger Federer                | Serge Lama    | Augustin Charnet                    | 3'24 |
| 8.  | Je te fais l'amour comme une femme       | Serge Lama    | Yves Gilbert                        | 3'57 |
| 9.  | Beau mec                                 | Serge Lama    | Marie-Paule Belle                   | 4'00 |
| 10. | Le retraité                              | Serge Lama    | Augustin Charnet                    | 1'58 |
| 11. | Ti bijou                                 | Serge Lama    | Sergio Tomassi                      | 3'04 |
| 12. | Moby Dick                                | Serge Lama    | Roger Loubet                        | 4'30 |

| 13. | Aime-moi (en duo avec Luana Santolino-Lama - version originale) | Inès Dauxerre | Hélène Blazy | 4'01 |
| 14. | Je suis malade (à nu, façon théâtre)                            | Serge Lama    | Alice Dona   | 2'39 |

## Musiciens
- Jean-Claude Petit : arrangements et direction d'orchestre (excepté Aime-moi Hélène Blazy), piano (titres 1, 6, 8, 11) et sifflets (titre 7)
- Claude Engel : guitares
- Thomas Cœuriot : guitares
- Tony Bonfils : basse
- Hélène Blazy : piano
- Raoul Duflot : piano et claviers
- Claude Salmieri : batterie
- Marc Chantereau, Daniel Champolini, Samuel Domergue, Jean-François Durez : percussions
- Sergio Tomassi : accordéon
- Georges Costa, Olivier Constantin, Gérôme Gallo : chœurs